# Paul Modrich
Paul Lawrence Modrich (Raton, 13 juni 1946) is een Amerikaans scheikundige die gespecialiseerd is in DNA-verandering. In 2015 kreeg hij samen met Tomas Lindahl en Aziz Sancar de Nobelprijs voor Scheikunde voor hun mechanische studies van DNA-reparatie.

## Biografie
Modrich werd geboren in Raton, New Mexico, als zoon van Laurence en Margaret Modrich. Hij heeft een jongere broer, Dave. Zijn vader was docent biologie en coach op de Raton High School. Op dezelfde school behaalde hij in 1964 zijn middelbareschooldiploma. Vervolgens studeerde hij aan het Massachusetts Institute of Technology (bachelor in 1968) en de Stanford-universiteit waar hij in 1973 promoveerde.
In 1974 werd hij universitair docent op de faculteit scheikunde van de Universiteit van Californië - Berkeley. Twee jaar later stapte hij over naar de Duke University, waar hij hoogleraar biochemie is. Sinds 1995 is hij ook als onderzoeker verbonden aan het Howard Hughes Medical Institute.

## Werk
Samen met de moleculair bioloog Matthew Meselson is Modrich is medeontdekker van het mismatch repair (MMR) mechanisme. Hij kwam tot deze belangrijke ontdekking toen hij onderzoek deed naar DNA-enzymen. Een daarvan is het enzym DAM methylase, dat methylgroepen (-H3C) aanbrengt op het DNA. Dit was voor Modrich een belangrijke aanwijzing dat er ook enzymen zijn die DNA kunnen herstellen.
Hij kwam in contact met Meselson. Deze had waargenomen dat e-colibacteriën hun DNA konden repareren nadat ze geïnfecteerd waren met een virus dat DNA kon beschadigen door in de DNA-streng een mismatch te veroorzaken Het vermoeden was dat enzymen aan de methylgroepen konden 'zien' welke DNA goed was en dus gebruikt kon worden voor reparatie. Deze methylgroepen bevinden zich namelijk alleen op de correcte DNA-streng. Dankzij mismatchreparatie kunnen fouten in de replicatie en de recombinatie worden gecorrigeerd.
Samenwerkend met Meselson ging Modrich dit verder onderzoeken en stap voor stap slaagde hij er uiteindelijk in het systeem te ontrafelen. In 1989 publiceerde hij de gevonden resultaten van zijn onderzoek, waarbij echter nog niet duidelijk is of deze methode bij menselijk DNA werkt. DNA-methylering werkt bij mensen namelijk anders dan in bacteriën.
- Bibsys: 6049173
- Gemeinsame Normdatei: 1219896209
- International Standard Name Identifier: 0000 0001 1789 7318
- Library of Congress Control Number: no2006056271
- Nationale Bibliotheek van Tsjechië: mub2016912368
- Nationale Bibliotheek van Israël: 987007352625105171
- Nederlandse Thesaurus van Auteursnamen: 294720162
- ORCID: 0000-0001-8708-9885
- Système universitaire de documentation: 103526870
- Virtual International Authority File: 167028707
- WorldCat: E39PBJyrVhVyDMVydvJDDdChHC

1901: Van 't Hoff ·
1902: E. Fischer ·
1903: Arrhenius ·
1904: Ramsay ·
1905: Baeyer ·
1906: Moissan ·
1907: Buchner ·
1908: Rutherford ·
1909: Ostwald ·
1910: Wallach ·
1911: Curie ·
1912: Grignard, Sabatier ·
1913: Werner ·
1914: Richards ·
1915: Willstätter ·
1918: Haber ·
1920: Nernst ·
1921: Soddy ·
1922: Aston ·
1923: Pregl ·
1925: Zsigmondy ·
1926: Svedberg ·
1927: Wieland ·
1928: Windaus ·
1929: Harden, Euler-Chelpin ·
1930: H. Fischer · 
1931: Bosch, Bergius ·
1932: Langmuir ·
1934: Urey ·
1935: F. Joliot-Curie, I. Joliot-Curie ·
1936: Debye ·
1937: Haworth, Karrer ·
1938: Kuhn ·
1939: Butenandt, Ružička ·
1943: Hevesy · 
1944: Hahn ·
1945: Virtanen ·
1946: Sumner, Northrop, Stanley ·
1947: Robinson · 
1948: Tiselius · 
1949: Giauque ·
1950: Diels, Alder ·
1951: McMillan, Seaborg ·
1952: Martin, Synge ·
1953: Staudinger ·
1954: Pauling ·
1955: Vigneaud ·
1956: Hinshelwood, Semjonov ·
1957: Todd ·
1958: Sanger ·
1959: Heyrovský ·
1960: Libby ·
1961: Calvin ·
1962: Perutz, Kendrew ·
1963: Ziegler, Natta ·
1964: Hodgkin ·
1965: Woodward ·
1966: Mulliken ·
1967: Eigen, Norrish, Porter ·
1968: Onsager ·
1969: Barton, Hassel ·
1970: Leloir ·
1971: Herzberg ·
1972: Anfinsen, Moore, Stein · 
1973: E.O. Fischer, Wilkinson · 
1974: Flory ·
1975: Cornforth, Prelog ·
1976: Lipscomb ·
1977: Prigogine · 
1978: Mitchell ·
1979: Brown, Wittig ·
1980: Berg, Gilbert, Sanger ·
1981: Fukui, Hoffmann ·
1982: Klug ·
1983: Taube ·
1984: Merrifield ·
1985: Hauptman, Karle ·
1986: Herschbach, Lee, Polanyi ·
1987: Cram, Lehn, Pedersen ·
1988: Deisenhofer, Huber, Michel ·
1989: Altman, Cech ·
1990: Corey ·
1991: Ernst ·
1992: Marcus ·
1993: Mullis, Smith ·
1994: Olah ·
1995: Crutzen, Molina, Rowland ·
1996: Curl, Kroto, Smalley ·
1997: Boyer, Walker, Skou ·
1998: Kohn, Pople ·
1999: Zewail ·
2000: Heeger, MacDiarmid, Shirakawa ·
2001: Knowles, Noyori, Sharpless ·
2002: Fenn, Tanaka, Wüthrich ·
2003: Agre, MacKinnon ·
2004: Ciechanover, Hershko, Rose ·
2005: Grubbs, Schrock, Chauvin ·
2006: Kornberg ·
2007: Ertl ·
2008: Shimomura, Chalfie, Tsien ·
2009: Steitz, Yonath, Ramakrishnan ·
2010: Heck, Negishi, Suzuki ·
2011: Shechtman ·
2012: Kobilka, Lefkowitz ·
2013: Karplus, Levitt, Warshel ·
2014: Betzig, Hell, Moerner ·
2015: Lindahl, Modrich, Sancar ·
2016: Sauvage, Stoddart, Feringa ·
2017: Dubochet, Frank, Henderson · 
2018: Arnold, Winter, Smith ·   
2019: Goodenough, Whittingham, Yoshino ·
2020: Charpentier, Doudna ·
2021: List, MacMillan ·
2022: Bertozzi, Meldal, Sharpless ·
2023: Bawendi, Brus, Jekimov ·
2024: Baker, Hassabis, Jumper